# Consolat General de la República Popular de la Xina a Barcelona
El Consolat General de la República Popular de la Xina a Barcelona és la missió diplomàtica de la República Popular de la Xina a la capital catalana, Barcelona, des del 6 d'abril de 1987. Des del juny de 2021, la seva seu es troba al número 34 del carrer de Lleó XIII, al districte de Sarrià-Sant Gervasi de Barcelona. El consolat dona cobertura a la comunitat autònoma de Catalunya.

## Llista de cònsols generals
Aquesta llista comprèn tots els cònsols generals de la República Popular de la Xina d’ençà que es va establir la missió diplomàtica a Catalunya.
| #  | Nom           | Nom en xinès | Inici mandat     | Fi del mandat    |
| -- | ------------- | ------------ | ---------------- | ---------------- |
| 1  | Chen Huailong | 陈怀龙       | març de 1987     | novembre de 1990 |
| 2  | Luo Daoguang  | 罗道光       | novembre de 1990 | febrer de 1994   |
| 3  | Xu Changcai   | 许昌才       | febrer de 1994   | setembre de 1997 |
| 4  | Liu Junxiu    | 刘峻岫       | setembre de 1997 | juliol de 2000   |
| 5  | Meng Gengfu   | 孟庚福       | juliol de 2000   | agost de 2002    |
| 6  | Gao Zhengyue  | 高正月       | agost de 2002    | octubre de 2006  |
| 7  | Wang Shixiong | 王士雄       | octubre de 2006  | agost de 2010    |
| 8  | Yan Banghua   | 严邦华       | agost de 2010    | febrer de 2013   |
| 9  | Qu Shengwu    | 屈生武       | febrer de 2013   | agost de 2015    |
| 10 | Tang Heng     | 汤 恒        | agost de 2015    | juliol de 2017   |
| 11 | Lin Nan       | 林 楠        | juliol de 2017   | maig de 2021     |
| 12 | Zhu Jingyang  | 朱京阳       | maig de 2021     | 2023             |
| -  | Hu Aimin      |              | 2023             | en funcions      |